# Lenart Praunsperger
Lenart Praunsperger, tudi Leonhart Praunsberger, ljubljanski župan v 16. stoletju. 
Praunsperger je bil župan Ljubljane med letoma 1506 in 1507, ko ga je nasledil Jakob Stettenfelder.